# 安島 (法利埃海岸)
安島（英語：Ann Island），是南極洲的島嶼，位於葛拉漢地西岸的法利埃海岸，處於巴巴拉島東南面，屬於德貝納姆群島的一部分，由英國探險隊測量，現時由南極條約體系管理。